# Hellmuth Conrado Weber
Hellmuth Conrado Weber (14 de febrero de 1927-11 de mayo de 2014) fue un militar argentino, perteneciente a la Fuerza Aérea, jefe del Comando Aéreo Estratégico durante la guerra de las Malvinas.

## Biografía
Hellmuth Conrado Weber nació el 14 de febrero de 1927. Tras culminar con sus estudios de educación secundaria, el biografiado ingresó como cadete de la Escuela de Aviación Militar el 8 de abril de 1946. El 9 de diciembre de 1950 egresó como alférez del escalafón aire, con orden de mérito 41 sobre un total de 100 cadetes egresados de la promoción 16° de la mencionada institución aeronáutica militar. El 16 de junio de 1955 participó en el Bombardeo de Plaza de Mayo que ocasionó 309 muertos identificados.  Uno de sus compañeros de promoción fue el alférez Mario Luis Olezza, quien décadas más tarde sería el aviador militar argentino que realizara el Primer Vuelo Transpolar Transcontinental.
El brigadier mayor Weber ejercía la titularidad del Comando de Operaciones Aéreas (COA) en 1982 y como tal tomó parte en el planeamiento de la Fuerza Aérea Argentina previo a la Operación Rosario ordenada por la Junta Militar. Weber coincidió con el brigadier mayor Augusto Jorge Hughes en que se produciría una guerra tras aquella operación. Por ello el comandante Weber ordenó al jefe del Departamento Planes del COA comodoro Erik Knud Andreasen el inicio de preparativos para un conflicto armado.
Habiendo el Comité Militar decidido reforzar las islas para su defensa, creó el Comando Aéreo Estratégico (CAE), cuyo comandante fue el brigadier mayor Weber. Del CAE dependía la Fuerza Aérea Sur a cargo del brigadier Ernesto Crespo.
El 23 de mayo el brigadier mayor Weber pasó a integrar el Centro de Operaciones Conjuntas (CEOPECON) creado por la Junta Militar en Comodoro Rivadavia. Lo formó junto con el general de división Osvaldo Jorge García y el vicealmirante Juan José Lombardo.
El brigadier mayor Hellmuth Conrado Weber murió el 11 de mayo de 2014.